# 雷赤乡
雷赤乡是中华人民共和国陕西省延安市延长县下辖的一个乡。

## 行政区划
雷赤乡下辖以下行政区：
尚罗村、太留村、赵家庄村、界家山村、花吧咀村、门山村、卓子岭村、大华村、县西村、庙梁村、德夫村、大路村、前河村、雷多村、柴寸坪村、神头村、岭石山村、可丰村、大雅村、赤江村、强家塬村